# Adolescent Sex
Adolescent Sex è l'album di debutto del gruppo musicale pop inglese Japan, pubblicato nell'aprile del 1978.

## Tracce
Testi e musiche di David Sylvian, eccetto dove indicato.
Lato A
1. Transmission – 4:46
2. The Unconventional – 3:02
3. Wish You Were Black – 4:49
4. Performance – 4:36
5. Lovers on Main Street – 4:09
6. Don't Rain on My Parade – 2:54 (Bob Merrill, Jule Styne)

Lato B
1. Suburban Love – 7:27
2. Adolescent Sex – 3:46
3. Communist China – 2:44
4. Television – 9:15

## Formazione
- David Sylvian - voce, seconda chitarra
- Richard Barbieri - tastiere
- Mick Karn - basso, voce
- Steve Jansen - batteria
- Rob Dean - chitarra